# Мешовита болест везивног ткива
Мешовита болест везивног ткива (МБВТ) специфичан је синдром који карактерише клиничка слика системског еритематозног лупуса, системске склерозе и полимиозитиса са веома високим титрима циркулишућих антинуклеарних антитела на рибонуклеопротеински антиген. Најчешћи симптоми су отицање руку, Рејноов синдром, полиартралгија, инфламаторна миопатија, хипомотилитет једњака и интерстицијска болест плућа. Дијагноза се поставља комбинацијом клиничких карактеристика, антитела на рибонуклеопротеин и одсуством антитела специфичних за друге аутоимуне болести. Лечење варира у зависности од тежине болести и захваћености органа, али обично укључује кортикостероиде и додатне имуносупресиве.
Укупна 10-годишња стопа преживљавања је око 80%, али прогноза у великој мери зависи од тога које манифестације преовлађују. Болесници са обележјима системске склерозе и полимиозитиса имају лошију прогнозу. Пацијенти су под повећаним ризиком од атеросклерозе . Узроци смрти укључују плућну хипертензију, затајење бубрега, инфаркт миокарда, перфорацију дебелог црева, дисеминовану инфекцију и церебрално крварење. Неки пацијенти су имали ремисије дуги низ година без лечења.

## Терапија

### Медикаментна
Од медикаментне терапије примењују се:
- Нестероидни антиинфламаторни лекови (НСАИД) или антималарици (нпр. хидроксихлорокин , хлорокин ) за благе болести
- Кортикостероиди и други имуносупресиви (нпр. метотрексат , азатиоприн , микофенолат мофетил) за умерену до тешку болест
- Блокатори калцијумских канала (нпр. нифедипин ) и понекад инхибитори фосфодиестеразе (нпр. тадалафил ) за Рејноов синдром

Терапија лековима  прилагођена је специфичном клиничком проблему и слични су онима код лупуса или доминантног клиничког фенотипа. Већина пацијената са умереном или тешком болешћу реагује на кортикостероиде, посебно ако се лече рано, и друге имуносупресиве (нпр. метотрексат , азатиоприн , микофенолат мофетил). Блага болест се често контролише НСАИЛ, антималарицима (нпр. хидроксихлорокин , хлорокин ) или понекад ниским дозама кортикостероида. Тешка захваћеност великих органа обично захтева веће дозе кортикостероида (нпр. орални преднизон 1 мг/кг једном дневно) и додатне имуносупресиве. Ако пацијенти развију карактеристике миозитиса или системске склерозе , лечење је као и за те болести.
Пацијенте са Рејноовим синдромом треба лечити на основу њихових симптома и на основу њиховог крвног притиска, блокаторима калцијумских канала (нпр. нифедипин ) и инхибиторима фосфодиестеразе (нпр. тадалафил ).
Све пацијенте треба пажљиво пратити због атеросклерозе . Пацијенти на дуготрајној терапији кортикостероидима треба да добију профилаксу остеопорозе.
Ако се користи комбинована имуносупресивна терапија , пацијентима треба дати профилаксу за опортунистичке инфекције, као што је Pneumocystis jirovecii, и вакцине против уобичајених инфекција (нпр. стрептококна пнеумонија , пнеумонија код ковида19 ).